# Batalla de al-Qadisiyya
La batalla de al-Qādisiyyah (en árabe معارك القادسيّة; transliteración, Ma`ārak al-Qādisiyyah; en persa نبرد قادسيه; también conocida como: Qadisiyya, Qadisiyyah, Kadisiya) fue el combate decisivo entre el ejército árabe musulmán y el ejército sasánida persa durante el primer período de expansión musulmana que terminó en la conquista musulmana de Persia.
Los eruditos sugieren que su leyenda ha crecido por muchas veces y que toda una literatura mitológica (llena de topoi) se ha desarrollado en torno a ella. En particular, la incertidumbre respecto a la fecha en que ocurrió la batalla (se cree que ocurrió entre el 634 y el 640 d. C., siendo muy probable que haya ocurrido alrededor del año 636 d. C.) y el tamaño de las fuerzas combatientes, además de la poca mención que recibe en los anales no musulmanes, sugiere que la percepción actual de la Batalla de al-Qādisiyyah difiere considerablemente del evento original. Sin embargo, no por eso deja de ser un evento significativo en la historia y memoria del Oriente Próximo moderno; la evocación que hizo Sadam Huseín de esta batalla durante la guerra Irán-Irak es un ejemplo del poder emotivo de este antiguo enfrentamiento.

## El relato tradicional musulmán

### Antecedentes
Durante los últimos años de la vida de Mahoma, los árabes ya habían empezado a realizar varias incursiones organizadas a las fronteras de los imperios sasánida y bizantino. A pesar de que estas expediciones fueron menos frecuentes durante la consolidación de Arabia bajo el primer califa Abu Bakr, su sucesor Umar se interesó en el norte, dando inicio a las Conquistas Árabe-Musulmanas. Tras unas cuantos pequeños éxitos y fracasos, Umar decidió reemplazar al general Khalid ibn al-Walid por un miembro importante de la tribu Quraysh, y envió un gran contingente árabe hacia Irak (en ese entonces parte del Imperio sasánida) bajo el liderazgo del famoso Sahaba Sa'd ibn Abi Waqqas.
Entonces el joven monarca sasánida Yazdgerd III ordenó a su asesor y comandante general Rostam Farrokhzād detener esa amenaza, y los dos ejércitos se encontraron en el lado occidental del río Éufrates, en el pueblo de al-Qadisiyyah (al suroeste de las ciudades de Al-Hillah y Al-Kūfa en el actual Irak). Ambas partes comenzaron negociaciones y las delegaciones árabes que visitaron el campo persa les demandaron que aceptaran el islam o en su defecto aceptaran pagar el tributo (yizia). Rostam, quien tenía premoniciones pesimistas, trató de retrasar la batalla, pero cuando ninguno de los bandos llegó a un acuerdo, se desató la pelea. Sa`d no participó en la batalla, pues padecía de una enfermedad del nervio ciático, pero de todos modos supervisó y dirigió los procedimientos de su ejército desde lo alto de un castillo cercano en `Udhayb a través de su delegado Khālid ibn `Urfutah.

### La batalla
El primer día de la batalla terminó con la ventaja para los persas, mientras parecía que el ejército árabe iba a sucumbir ante la notable ventaja numérica del ejército sasánida. En particular, los elefantes de guerra que usaron estos últimos aterrorizaban a la caballería árabe, y con éxito crearon confusión entre sus guerreros. 
Sin embargo, cuando llegó el tercer día de batalla, los veteranos árabes de la Campaña siria (que se conducía casi de manera simultánea) llegaron al campo de batalla y reforzaron al ejército árabe, y adicionalmente por medio de un ingenioso truco —disfrazar a sus caballos— los árabes consiguieron asustar a los elefantes persas. Cuando un guerrero árabe consiguió matar al primero de los elefantes, los demás huyeron por la retaguardia, atropellando a su paso a numerosos soldados persas. Así, los árabes musulmanes continuaron con su ataque durante la noche. 
Al amanecer del cuarto día, se desató una tormenta de arena, arrojó arena a los rostros de los persas. Rápidamente, los árabes consiguieron la ventaja, y el centro de la línea persa cedió, en particular gracias a la ayuda de los arqueros árabes. Rostam, quien había estado dirigiendo a su ejército desde ese lugar, quiso escapar nadando a través del canal (al-`Atīq), pero fue capturado por un guerrero árabe y luego decapitado. Este último —a veces conocido como Hilāl ibn `Ullafah— anunció su hazaña, mostrando la cabeza de Rostam ante los soldados, gritando: "¡Por el Señor de la Kaaba! ¡He matado a Rustam! ¡Soy Hilal ibn 'Ullafah!" Al ver la cabeza de su líder ante ellos, los soldados persas perdieron la moral y empezaron a huir, dando lugar a una devastadora retirada.

### Desenlace
La mayoría de los soldados sasánidas perdieron su vida en el enfrentamiento, y unos cuantos de ellos sobrevivieron y anunciaron su conversión al islam. Por otro lado, los árabes musulmanes obtuvieron un enorme botín, incluyendo el famoso estandarte real con joyas incrustadas llamado Drafsh-e-Kāveyān (en persa: درفش کاویان, la «bandera de Kāveh»). Los guerreros árabes fueron desde entonces conocidos como ahl al-Qādisiyyah y mantuvieron un gran prestigio entre los futuros pobladores árabes de Irak y la importante ciudad de al-Kūfah.
Tras la batalla, los ejércitos árabes avanzaron hacia la capital persa, Ctesifonte (también llamada Madā'in en árabe), que fue rápidamente evacuada por Yazdgerd tras un breve asedio. Cuando terminaron de tomar y saquear la ciudad, continuaron con su avance hacia el Oriente, derrotando dos contraataques sasánidas (en Jalūlā' y en Nihāwand), destruyendo finalmente el imperio persa.